# 6 Metre

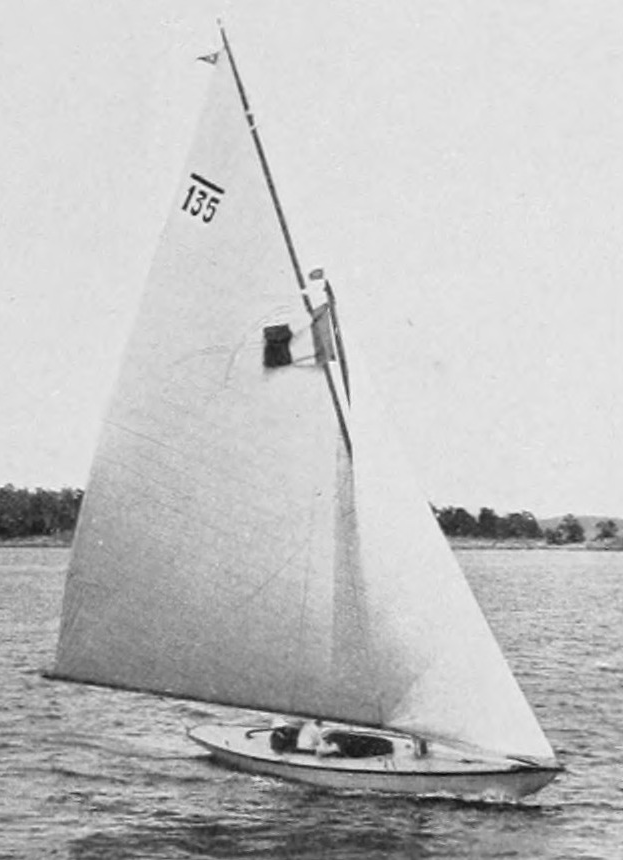
Mac Miche, médaillé d’or aux Jeux olympiques d'été de 1912.

La série internationale 6 Metre est une classe de voiliers de la Jauge internationale.
À l'instar des autres classes de la Jauge internationale, les bateaux doivent respecter une formule de jauge prenant en compte la longueur à la flottaison, la surface vélique et des mesures effectuées sur les dimensions de la coque permettant d'en apprécier le volume et la forme. Le résultat du calcul suivant cette formule donne une longueur théorique exprimée en mètres. La vitesse maximale théorique d'un tel voilier étant proportionnelle à cette longueur théorique, cette dernière ne doit pas excéder 6 mètres. Cette contrainte laisse une certaine place à la créativité et les voiliers de la classe peuvent présenter des différences notables, contrairement aux monotypes.

## Historique
Au moment de la création de la jauge en 1907, la série 6 Metre était la plus petite et la plus abordable. Elle devint rapidement la plus répandue et fut retenue pour les Jeux olympiques d'été de 1908. Il fallut toutefois attendre une révision des règles en 1920 pour qu’elle devienne réellement présente dans les compétitions internationales. Les années 1920 et 30 demeurent l’âge d’or des bateaux de la jauge internationale et des 6 Metre en particulier, attirant les meilleurs régatiers et architectes.
Les critiques allaient toutefois grandissantes et ils subirent la concurrence des 5 Metre, plus petits et meilleur marché, à partir de 1929. La création de la série des 5.5 Metre en 1949 fut le coup de grâce et ils furent exclus des Jeux olympiques après l’édition 1952 ainsi que de la Gold Cup en 1953.
La série ne disparut pas pour autant et les années 1980 virent un regain d’intérêt pour les anciens voiliers.